# 恩内迪虎

恩内迪虎的想象图。

恩内迪虎（英语：Ennedi tiger）是一种据传生存于非洲乍得东北部恩内迪高原的大型神秘猫科生物，一种理论认为这是幸存的古生物剑齿虎。

## 基本信息
有报告称，恩内迪虎存在两种生活区域不同的物种，一种分布于山区，被称为Hadjel、Gassingram与Vossoko。另一种则分布于水边，被称为Mourou N'gou，Mamaimé或Dilali。山居型恩内迪虎体型比狮子大，牙齿从嘴中突出，尾巴短小或已退化消失，毛皮有着白色与红色或红褐色条纹，以羚羊为食。水栖型恩内迪虎与山居型类似，但有着海象般的牙齿及较长的尾巴。

## 目击
- 1920年，猎人马塞尔·哈雷（Marcel Halley）在芦苇丛中发现一只已死亡的河马，他根据伤痕判断河马死于某种未知的野兽猎杀。
- 1975年，克里斯蒂安·勒·诺埃尔（Christian Le Noel）在乍得狩猎时听见一种恐怖的咆哮声，他的随从拒绝继续前进，表示咆哮声来自于剑齿虎。[6]